# Traber
Als Traber bezeichnet man mehrere Pferderassen, die bei Trabrennen eingesetzt werden. Die Pferde laufen im Rennen vor einem Sulky, in dem der Fahrer Platz nimmt. Es gibt aber auch gerittene Trabrennen.
Moderne Traber sind das Ergebnis einer zielgerichteten Pferdezucht über Generationen hinweg. Ursprünglich züchtete man besonders leistungsfähige, schnelle Wagenpferde und die ersten Trabrennen waren Zuchtleistungsprüfungen. Heute werden Traber ausschließlich für die Trabrennbahn gezogen. 
Zusätzlich zu den drei Grundgangarten Schritt, Trab und Galopp haben Traber auch eine genetische Anlage zum Tölt und Pass, welche die hohen Geschwindigkeiten im Trab erst ermöglicht. Die dafür verantwortliche Mutation im Gen DMRT3 ist in allen Traber-Rassen vorhanden – zum Teil über den Einfluss des American Standardbred erst in die Zucht gebracht, wie bei den französischen Trabern. Andere Zuchten basieren praktisch komplett auf dem Amerikanischen Standardbred. In den USA hat sich diese Veranlagung in vielfältiger Weise erhalten und es werden die Pferde nicht nur für Trabrennen, sondern auch für Passrennen eingesetzt.
In nicht mit dem Standardbred verwandten Traberrassen, wie z. B. den skandinavischen Kaltbluttrabern, ist ebenfalls die Mutation des DMRT3-Gens in hoher Frequenz in der Population vorhanden.
Hintergrundinformationen zur Pferdebewertung und -zucht finden sich unter: Exterieur, Interieur und Pferdezucht.

## Exterieur
Im Körperbau sind Traber so uneinheitlich wie in der Größe, da in der Zucht nur auf Schnelligkeit geachtet wird. Es gibt viele verschiedene Typen, darunter den gut geschlossenen Cobtyp, leichte Vollbluttypen und Warmbluttypen. Tendenziell sind französische Traber eher stämmig und größer, amerikanische Traber sind eher kleiner und zierlicher. Da nicht auf einen bestimmten Typ oder auf Reiteignung gezüchtet wird, kann man klassische Gebäudemängel bei Trabern etwas häufiger finden als in Reitpferdezuchten.
Um die geforderten Geschwindigkeiten im Trab zu erreichen, besitzen Traber prinzipiell eine sehr gut bemuskelte Hinterhand, die häufig auch überbaut sein kann. Die Beine sind trocken mit meist kurzen, steilen Fesseln und harten Hufen. In der Bewegung greift die Hinterhand im Renntrab, oft sehr breit, außen an den Vorderbeinen vorbei.

## Interieur
Traber sind ausgeglichene, leicht trainierbare, menschenbezogene und leistungsbereite Pferde. Der Rennbetrieb stellt hohe Anforderungen an die Nervenstärke, deshalb finden nervlich wenig belastbare Tiere keinen Eingang in die Zucht. Traber können im Renntrab Geschwindigkeiten von 45–50 km/h erreichen. Die zurzeit schnellsten deutschen Hengste im Deckhengstregister des HVT (Hauptverband für Traberzucht e. V.) haben einen Kilometerrekord von einer Minute und 10,2 Sekunden (im Jargon nur 10,2 gesprochen).

## Rassen
Der deutsche Traber basiert auf drei Zuchten:
- Das American Standardbred oder der Amerikanische Traber ist der schnellste Traber. Daher ist er Zuchtgrundlage (durch Importe und Verdrängungskreuzung) der meisten Traberzuchten der Welt, so auch der deutschen Zucht.
- Der Trotteur Français oder der Französische Traber bildet eine eigene Population mit nur geringem Einfluss des Standardbreds. Er ist in der Regel nicht so schnell wie das Standardbred. Da in Frankreich großer Wert auf den Erhalt der Rasse gelegt wird, ist das Rennreglement so gestaltet, dass ausländischer Einfluss gering bleibt. Der Französische Traber ist in der Regel groß und trabsicher und wird auch im Hinblick auf Reiteignung gezüchtet, da in Frankreich viele Trabrennen mit Jockey ausgetragen werden. In der deutschen Zucht hat er einen Anteil von unter 10 %.
- Der Russische Traber oder Metis-Traber ist auf der Grundlage des Orlow-Trabers durch Einkreuzung des Standardbreds entstanden. Diese beiden Rassen haben auf die deutsche Zucht nur noch einen sehr geringen Einfluss.

Pferde mit diesem Zuchthintergrund konkurrieren auf den großen Trabrennbahnen weltweit. In einigen Ländern gibt es noch andere bedeutende Trabrennveranstaltungen, die mit Pferden regionaler Herkunft ausgetragen werden. So z. B. der Skandinavische Kaltbluttraber.

## Ausbildung von Trabrennpferden
Der Fahrer sitzt nicht auf, sondern hinter dem Pferd. Die Hilfengebung durch den Sitz entfällt. Beim Fahren wird auf andere Art und Weise eingewirkt.
Das Vorwärtstreiben geschieht hauptsächlich über die Zügel, die Peitsche und die Stimme. Um dem Pferd zu signalisieren, dass es schneller laufen soll, wird der rechte (manchmal auch die linke oder gar beide) Zügel etwas angenommen und gelockert. Meist im Einlauf oder wenn bereits keine andere Hilfe mehr wirkt, werden die Zügel aufgemacht, das heißt der Fahrer breitet seine Arme mit den Zügeln in den Händen aus, damit das Pferd sie seitlich von sich sehen kann. Die Peitsche hat im Trabrennsport für das Pferd immer eine vorwärtstreibende Wirkung. Im Einlauf wird oft auch auf die Anzen des Wagens geschlagen, was auf Metallwagen ein klirrendes Geräusch erzeugt. Für verschiedene weitere Anweisungen benutzt der Fahrer seine Stimme. Ein Schnalzlaut mit der Zunge zum Beispiel wirkt auf das Pferd vorwärtsreibend.
Traber sind im Trab üblicherweise so schnell, dass das Pferd deshalb keine Veranlassung sieht, die nächsthöhere Gangart einzulegen. Es kommt jedoch vor, dass Trabrennpferde in den Galopp fallen, wenn sie bei hohen Geschwindigkeiten im Trab nicht mehr mithalten können. Dieser unerwünschte Gangwechsel wird im Fachjargon als „einspringen“ oder „das Pferd übergeht sich“ bezeichnet. Da Galoppieren nicht erwünscht ist, hat das eine heftige Parade oder sogar eine Strafe zur Folge.
Es ist erwünscht, dass das Pferd im Rennen das Gebiss „nimmt“, was einen manchmal leichten, oft aber auch recht heftigen Gegenzug vom Pferd bedeutet. Der Fahrer kann so spüren, wie viel Laufwille das Pferd noch hat. In Rennen wird das Traberpferd zumeist aufgecheckt und ist daher gewöhnt bei der Arbeit den Kopf hoch zu tragen.

## Ausbildung eines ehemaligen Trabrennpferdes zum Reitpferd
Nicht oder nicht mehr für die Rennbahn geeignete Traber werden häufig als Reit- oder Freizeitpferde verkauft. Diese Pferde werden in allen möglichen Altersklassen und meist zu einem vergleichsweise günstigen Preis angeboten. Sofern die Pferde noch nicht im Rennsport im Einsatz waren, müssen sie wie jedes andere Jungpferd behandelt werden.
Nach einer Rennkarriere, sind sie aufgrund des langjährigen Renntrainings eher für erfahrene Reiter geeignet, die das Verständnis für den bisherigen Einsatz (physisch, psychisch, Hilfengebung und Handling) mitbringen und mit den im Reitsport ungewohnten Reaktionen des ehemaligen Rennpferdes umgehen können. Die im Abschnitt "Hilfengebung beim Trabrennen" beschriebenen anerzogenen Verhaltensweisen von ehemaligen Trabrennpferden sind oft die Ursache für Missverständnisse beim Reiten, die ihm oft den Ruf des „verrückten Trabers“ einbringen. Deshalb müssen ehemalige Rennpferde sorgfältig zum Reitpferd ausgebildet werden.

### Futterumstellung, Pferdehaltung und Abtrainieren
Rennpferde erhalten eine spezielle Fütterung mit viel Hafer. Das Futter muss stufenweise umgestellt werden. Der Rennsport ist Leistungssport, der nicht von einem Tag auf den anderen eingestellt werden kann, ohne gesundheitliche Schäden zu riskieren. Deshalb müssen die Pferde abtrainiert werden. Sie müssen teilweise erst wieder lernen sich in eine Pferdeherde auf der Weide zu integrieren.

### Paraden, Gewichts- und Stimmhilfenhilfen
Eine Parade, insbesondere die halbe Parade (Zügel annehmen und lockern) kann für einen Traber als Aufforderung zum Losstarten interpretiert werden. Viele Traber erhöhen das Tempo, wenn sich der Reiter tief in den Sattel setzt, was für ein ausgebildetes Reitpferd die Vorbereitung zu einer Parade ist. Viele Traber reagieren auf Gewichtsverlagerungen generell sensibel, weil sie bisher keine Gewichtshilfen kannten und weil die einzige bisher an sie herangetragene Anforderung, die zum Losstarten ist. 
Das beim Reiten häufig eingesetzte Zungenschnalzen wirkt bei einem Reitpferd ein wenig vorwärtstreibend, aber bei einem Trabrennpferd hat es eine ungleich höhere Wirkung. Stimmhilfen können vor dem ersten Aufsitzen beim Longieren trainiert werden.

### Galopp und Stehen
Ehemalige Trabrennpferde können zwar galoppieren, sie sind es aber nicht gewöhnt und tun sich schwer damit, weil sie die Hilfen und den Ablauf nicht kennen. 
Auch haben sie meist nicht gelernt längere Zeit ruhig zu stehen, auch nicht zum Aufsteigen. Stehen kommt im Renngeschehen (außer maximal kurz bei einer Siegerehrung, und selbst da nicht wirklich) nicht vor. Sobald das Pferd auf der Rennbahn ist, bleibt es immer in Bewegung. Sogar Änderungen oder Korrekturen an der Schirrung des Pferdes oder das Auf- und Abchecken werden im Schritt vorgenommen.
Sie müssen diesbezüglich wie Jungpferde behandelt und ausgebildet werden.

### Losgelassenheit, Anlehnung, Biegung und Geraderichten
Da Traber von der Bahn nicht an Reitergewicht gewöhnt sind und die Rückenmuskulatur für das Reiten erst noch aufgebaut werden muss, bereitet ihnen das Aussitzen Unbehagen. Durch ihre auf der Bahn erworbene große Ausdauer und ihr meist fortgeschrittenes Alter, ist man beim Reiten leicht geneigt, mehr zu fordern als von einem frisch eingerittenen Pferd. Das kann leicht zu Rückenproblemen führen. Daher muss auch die Losgelassenheit verbessert werden. 
Durch die Gewohnheit sich "auf das Gebiss zu legen" und den Aufsatzzügel muss ein Traber von der Bahn eine korrekte Anlehnung erst noch erlernen.
Da der Traber, wenn sie in den Sulky gespannt sind, von beiden Anzen eng umschlossen sind, können sie beim Richtungswechsel oder Umdrehen ihren Körper nicht biegen, sondern müssen sich seitwärts bewegen. Die korrekte Biegung und Stellung muss ein Rennpferd durch sorgfältige Ausbildung erst erlernen.
Die großen Rennbahnen werden immer nur in eine Richtung gelaufen (meist gegen den Uhrzeigersinns) und ein Gefälle nach innen hinzu haben, ist die Muskulatur auf den beiden Körperseiten eines Rennpferdes unterschiedlich entwickelt. In der Ausbildung muss besonderes Gewicht auf das Geraderichten gelegt werden. Meist ist die rechte Seite besser, die linke Seite kann beispielsweise durch vermehrten Linksgalopp verbessert werden.

## Eignung von Trabern für den Reitsport
Als Reitpferde sind Traber sehr vielseitig. Sie sind ausdauernd und von harter Konstitution. Ihre Ausdauer prädestiniert sie für das Distanzreiten, ihre raumgreifenden Gänge und ihr zuverlässiger Charakter für das Gelände- und Wanderreiten.
Viele Traber haben eine mehr oder weniger ausgeprägte Veranlagung zu einer oder mehreren Viertaktgangarten oder auch zum Pass. Tölt, Walk, Rennpass und/oder Foxtrott können natürlich gegeben sein. Schnellere Tölter wird man in kaum einer anderen Rasse finden. Auch ist die Teilnahme an Gangpferdeturnieren möglich, es hat sich inzwischen eine kleine Turnierszene gebildet. Traber eignen sich aufgrund ihrer flachen, unaufwändigen Gangarten und des langjährigen Trainings als Distanzpferde oder zum Wanderreiten. Aber auch in der einfachen Dressur und im Springen können sich Traber immer wieder profilieren. Ein bekanntes Beispiel für Traberblut im Springsport ist die legendäre Stute Halla.
Die Veranlagung zu Pass und Tölt führt oft zu Irritation, da die Gangveranlagung nicht als solche erkannt wird und die Abweichung vom Trab als Problem empfunden wird. Ein lohnendes Einsatzfeld für die töltveranlagten Traber ist die Teilnahme an Gangpferdeturnieren, wie sie inzwischen z. B. von der Internationalen Gangpferdevereinigung ausgerichtet werden.